# Палаты князей Хованских
Палаты князей Хованских — палаты в Москве по адресу улица Большая Лубянка, дом 7, строение 3. Объект культурного наследия федерального значения.

## История
Дом князей Хованских располагался напротив палат, во владении подворья Желтоводского Макарьевского монастыря. И хотя в краеведческой литературе за палатами также закрепилось имя Хованских, факт принадлежности им здания на данный момент документально не подтверждён.
В 1737 году владение принадлежало купцу греческого происхождения Д. Н. Кондикову, служившему князю Кантемиру. В 1770-х годах землю купила вдова коллежского советника Иуилания Ивановна Попова. Наследников у Поповой, по всей видимости, не имелось, поскольку после её смерти участок попал в канцелярию конфискации. Согласно описи 1782 года во владении помимо палат имелись два флигеля, каменный и деревянный. В том же году здания передали экспедиции по надзору за казенными винокуренными заводами при Камер-коллегии. Текст описи сообщает, что «оная экспедиция требует деревянные вороты и заборы переправить вновь». Расположенную ближе к Лубянке часть соседнего владения, выходящего на Варсонофьевский переулок, у купцов Струговщиковых приобрёл купец, грек по национальности Изот Ленж. В 1784 году он купил и владение с палатами.
С 1856 года владения между Лубянкой и Варсонофьевским переулком скупала Глафира Александровна Попова, почетная гражданка и жена купца К. А. Попова, который торговал чаем и сахаром и владел фирмой «К. и С. Братья Поповы». К началу 1870-х она стала хозяйкой всех трёх участков. По её заказу угловое владение было перестроено, в трёхэтажном здании Попова открыла доходный дом — гостиницу «Билло».
С 1925 года здания занимает ОГПУ. Газета «Вечерняя Москва» от 21 октября 1926 года сообщала: «На Лубянке, во владении № 7, открыт старинный дом XVII века. Дом этот принадлежал когда-то князьям Хованским. Здание 2-этажное, с внешней стороны хорошо сохранилось. Внутри дома сводчатые потолки и глубокие подвалы. В ближайшие дни здание будет подвергнуто детальному осмотру». Осмотр впрочем отложился на полвека. В 1960 году палатам был присвоен статус памятника архитектуры. В 1970-е годы дома в угловой части квартала были снесены, палаты Хованских при этом уцелели, и короткое время к ним появился доступ. В 1973—1974 году было произведено исследование «ценного малоизученного памятника гражданского зодчества». После строительства на месте снесённых домов административных зданий КГБ, девятиэтажного здания по переулку и выходящего на Большую Лубянку шестиэтажного, палаты вновь оказались скрыты во дворе.
Согласно исследованиям 1970-х годов основной двухэтажный объём палат датируется последней четвертью XVII века и имеет простую планировку, состоящую из одной большой палаты и сеней. Ещё по две маленькие сводчатые комнаты в каждом уровне были добавлены с западной стороны в начале XVIII века. Главный фасад дома был обращён на Большую Лубянку, выходившее на улицу крыльцо утрачено. Свод большой палаты второго этажа во второй половине XVIII века был украшен лепниной, сохранившейся на момент изучения палат. Исследователи также обнаружили внутри северо-западной стены лестницу, связывающую оба этажа и чердак. Проект реставрации палат, который разработали архитекторы И. Казакевич, Е. Жаворонкова и археолог А. Воскресенский, так и остался на бумаге. Поскольку территорию занимает ФСБ, доступ к палатам в настоящее время закрыт, причём желающим осмотреть палаты специалистам силовые структуры также отказывают.